# بوس (فرنسا)

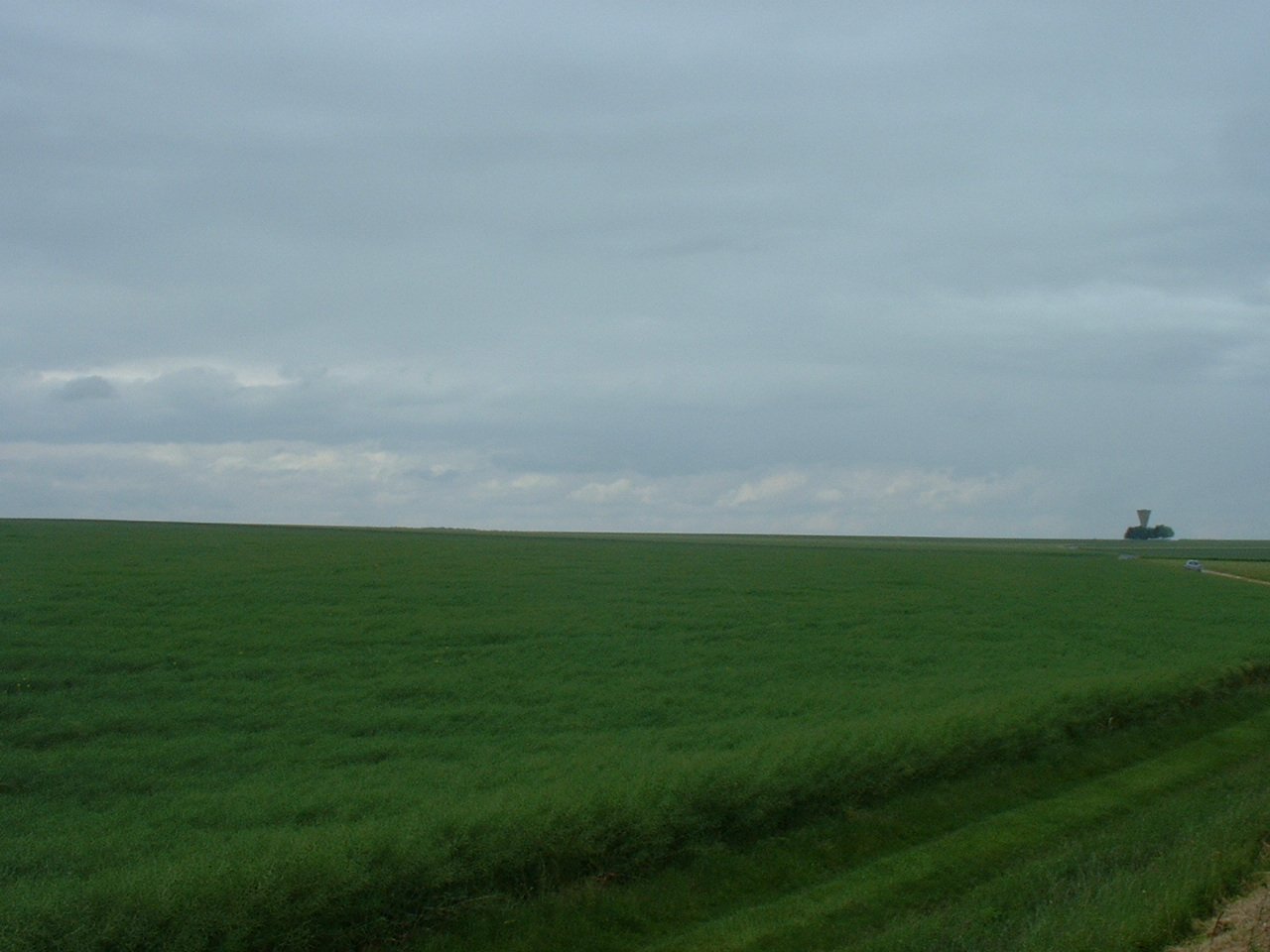
بوس

بوس هيمنطقة طبيعية في شمال فرنسا، تقع بين أنهار السين و اللوار. تشمل الآن إقليم أور ولوار، وأجزاء من لواريت، إيسون و لوار وشير. تشارك المنطقة تاريخ محافظة أورليانس ومقاطعة شارتر، وهي المدينة الرئيسية الوحيدة هناك. بوس هي واحدة من المجالات الفرنسية الأكثر إنتاجا زراعيا.
و هي المنطقة التي جرت فيها أحداث رواية إميل زولا، الأرض.